# Šentjanž nad Dravčami
Šentjanž nad Dravčami – wieś w Słowenii, w gminie Vuzenica. W 2018 roku liczyła 248 mieszkańców.